# Commelina martyrum
Commelina martyrum är en himmelsblomsväxtart som beskrevs av Augustin Abel Hector Léveillé. Commelina martyrum ingår i släktet himmelsblommor, och familjen himmelsblomsväxter. Inga underarter finns listade.